# Ulee Pusong
Ulee Pusong is een bestuurslaag in het regentschap Bireuen van de provincie Atjeh, Indonesië. Ulee Pusong telt 659 inwoners (volkstelling 2010).